# Prvenstvo Hrvatske i Slavonije u nogometu 1913./14.
Prvenstvo Hrvatske i Slavonije 1913./14. je bilo drugo po redu službeno nogometno natjecanje u Hrvatskoj koje je organizirao Nogometni pododbor Hrvatskog športskog saveza. Natjecanje je započelo u proljeće 1914. godine s odigravanjem utakmica koje su trebale biti na rasporedu u jesen 1913. godine. Zbog početka Prvog svjetskog rata i objave opće mobilizacije 31. srpnja 1914. godine prvenstvo je prekinuto. 
Sljedeće 1915. godine u samom Zagrebu odigrano je 23 utakmice, što je solidan broj s obzirom na teško ratno stanje diljem starog kontinenta, baš kao i utakmice ratnih godina, bas kao i ostale odigrane Utakmice tijekom prvoga svjetskog rata.[nedostaje izvor]

## Natjecateljski sustav
Momčadi su trebale međusobno odigrati dvokružni ligaški sustav, a prvakom je trebala postati momčad s najviše osvojenih bodova (pobjednik utakmice je osvojio 2 boda, neodlučeni ishod utakmice je svakoj momčadi donio po 1 bod, a poražena momčad u utakmici nije osvojila ništa).

## Sudionici natjecanja
- Prvi hrvatski građanski športski klub (Zagreb)
- Atena (Zagreb)
- Croatia (Zagreb)
- Hrvatski šport klub Concordia (Zagreb)
- HTŠK Zagreb (Zagreb)
- Ilirija (Zagreb)
- Viktorija (Zagreb)
- Hrvatski trgovački športski klub (Zagreb)

## Rezultati
(nepotpuni popis rezultata)
| rezultati                        | CON  | TZG | VIK | ILI | CRO | TRG  | ATE | GRA   |
| -------------------------------- | ---- | --- | --- | --- | --- | ---- | --- | ----- |
| HŠK Concordia                    | CON  | -   | 3:2 | 3:1 | 5:2 | 10:1 | -   | -     |
| HTŠK Zagreb                      | -    | TZG | 3:2 |     |     |      |     | -     |
| Viktorija                        | -    |     | VIK |     |     |      |     | 3:2 * |
| Ilirija                          | -    |     |     | ILI |     |      |     | -     |
| Croatia                          | 3:0  |     |     |     | CRO |      |     | -     |
| Hrvatski trgovački športski klub | 0:12 |     |     |     |     | TRG  |     | -     |
| Atena                            | -    |     |     |     |     |      | ATE | -     |
| Građanski                        | -    | -   | -   | -   | -   | -    | -   | GRA   |

Napomena: * Utakmica prekinuta, a momčad "Građanskog" istupila iz daljnjeg natjecanja

## Ljestvica učinka
Ljestvica u trenutku prekida prvenstva
| mj | naziv kluba                      | uta | pob | neo | izg | pop | prp | bod |
| -- | -------------------------------- | --- | --- | --- | --- | --- | --- | --- |
| 1. | HŠK Concordia                    | 6   | 5   | 0   | 1   | 33  | 9   | 10  |
| 2. | HTŠK Zagreb                      | 4   | 2   | 2   | 0   | 13  | 5   | 6   |
| 3. | Viktorija                        | 5   | 2   | 2   | 1   | 13  | 12  | 6   |
| 4. | Croatia                          | 4   | 1   | 2   | 1   | 7   | 7   | 4   |
| 5. | Ilirija                          | 3   | 0   | 0   | 3   | 4   | 9   | 0   |
| 6. | Atena                            | 1   | 0   | 0   | 1   | 1   | 7   | 0   |
| 7. | Hrvatski trgovački športski klub | 2   | 0   | 0   | 2   | 1   | 22  | 0   |
| n. | Građanski                        | 1   | 0   | 0   | 1   | 2   | 3   | 0   |